# 田澤美亜
田沢 美亜（たざわ みあ、1979年10月9日 - ）は日本の女性ファッションモデル。所属事務所はノベンバーエージェンシー。

## 人物
趣味は絵を描くこと、アクセサリー製作。
数多くのハイファッション系のファッション雑誌や広告、ファッションショーなど幅広く活動している。

## 主な出演

### CM
- ユニクロ
- mod's hair

### PV
- 愛内里菜 『FULL JUMP』

### 広告
- ヴィヴィアン・ウエストウッド
- リーバイス
- 丸井
- 伊勢丹アイカード
- YLANG YLANG
- Ciao Panic
- 千趣会

### 雑誌
- éclat
- 流行通信
- FUDGE
- In Red
- an・an
- BOAO
- 婦人画報
- Spring
- 花椿
- ミセス

### ショー
- シャネル
- HUGO BOSS
- コムデギャルソン
- LIMI feu
- DIESEL
- AVEDA